# هنا علي
1. تحويل [[]]